# Choi Cheol-han
Pour les articles homonymes, voir Choi.
Choi Cheol-han, né le 12 mars 1985, est un joueur de go professionnel, en Corée. C'est l'un des meilleurs joueurs coréens.

## Biographie
Choi est devenu professionnel à l'âge de 12 ans. Il a étudié le go à l'académie Kwon Kap Yong de Séoul, dans la même école que Lee Sedol. Il est devenu le deuxième plus jeune 9e dan en Corée, devancé de seulement 3 mois par Park Young-Hoon. Avec Lee Sedol, Park Young-Hoon, et Song Tae Kon, il forme la "nouvelle vague" du go coréen, qui a détrôné Lee Chang-ho de plusieurs titres. Choi a également eu de bons résultats dans les titres internationaux. Comme Lee Sedol et Park Young-hoon, Choi a profité du nouveau système de promotion. 6e dan en 2003, il a rapidement atteint le rang de 7, 8, et 9e dan en 2004, grâce à ses victoires dans les titres de Guksu, de Kisung, et de Chunwon.

## Titres
| Titre                 | Années     |
| --------------------- | ---------- |
| Titres nationaux      | 6          |
| Coupe GS Caltex       | 2005       |
| Kisung                | 2004       |
| Guksu                 | 2004, 2005 |
| Chunwon               | 2003, 2004 |
| Titres internationaux | 1          |
| Coupe Zhonghuan       | 2005       |